# Wendy Beckett
Wendy Beckett, allgemein auch bekannt als Schwester Wendy (* 25. Februar 1930 in Südafrika; † 26. Dezember 2018 in East Harling in der englischen Grafschaft Norfolk), war eine britische Eremitin und geweihte Jungfrau, die in den 1990er Jahren durch ihre Moderation einer Reihe von Dokumentarfilmen der BBC und die Veröffentlichung mehrerer Werke über Kunstgeschichte einem internationalen Publikum bekannt wurde.

## Leben
Wendy Beckett wurde in Südafrika geboren und wuchs in Edinburgh auf. Schon seit früher Jugend wollte sie Ordensfrau werden; 1946 trat sie im Alter von 16 Jahren den Schulschwestern Unserer Lieben Frau von Namur bei. Diese schickten sie nach dem Noviziat nach England, wo sie am St Anne’s College in Oxford mit dem Studium begann, das sie als Bachelor mit Auszeichnung in englischer Literatur abschloss. Ihre Ausbildung zur Lehrerin an einem College in Liverpool, die sie 1950 aufnahm, schloss Schwester Wendy 1954 mit einem Diplom ab. Danach kehrte sie nach Südafrika zurück, um an der Mädchenschule des Konventes in Constantia in Kapstadt Englisch und Latein zu unterrichten. Als der Konvent 1967 aufgehoben wurde, schickte man sie nach Johannesburg, wo sie an der Witwatersrand-Universität Vorlesungen hielt.

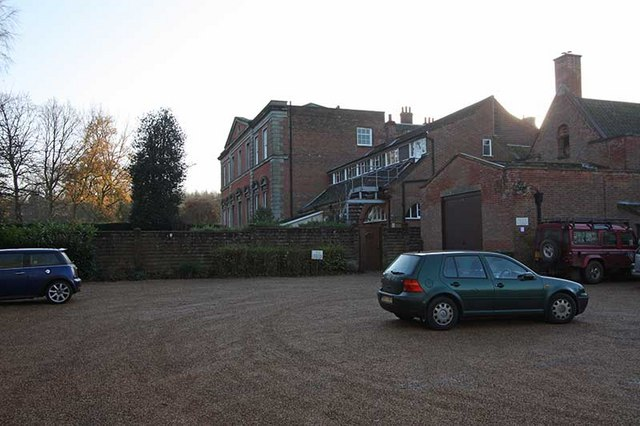
Der Karmel von Quidenham Hall, auf dessen Gelände Schwester Wendy seit 1970 lebte

Mehrere generalisierte Anfälle und die darauf folgende Diagnose einer Form der Epilepsie zwangen Schwester Wendy 1970 zur Aufgabe ihrer Lehrtätigkeit. Etwa zur selben Zeit äußerte sie den Wunsch nach einem Leben in größerer Zurückgezogenheit und Gebet. Nachdem sie 1970 die päpstliche Erlaubnis erhalten hatte, die Schwestern von Notre Dame verlassen zu dürfen, um als geweihte Jungfrau zu leben, kehrte sie nach England zurück, wo ihr die Karmelitinnen von Quidenham Hall in Norfolk gestatten, auf dem in der Klausur liegenden Gelände des Klosters ein Leben als Eremitin zu führen. Dort lebte Schwester Wendy in einem Wohnwagen. Anstelle des Habits der Schwestern von Notre Dame de Namur trug sie bis zu ihrem Tode einen schwarzen nach eigenem Entwurf.
Über mehrere Jahre hinweg übersetzte sie Handschriften aus dem Hochmittelalter, bevor sie sich 1980 überwiegend einem Thema widmete, das sie schon lange fasziniert hatte, der Kunst. Ab Mitte der achtziger Jahre schrieb sie kurze Artikel für britische Zeitschriften; 1988 wurde ihr erstes Sachbuch veröffentlicht, Contemporary Women Artists. Nicht lange danach entdeckte sie die BBC für das Fernsehen. 1992 begann die Sendereihe Sister  Wendy’s Odyssey of art criticism, bei der Schwester Wendy jeweils im Habit vor einem Kunstwerk stand und dem Publikum ihre Gedanken zu diesem Werk mitteilte, wobei sie Humor und eine ausgeprägte Gabe bewies, eine gute Geschichte zu erzählen. Durch zwei weitere kunsthistorische Serien, Sister Wendy’s Grand Tour und Sister Wendy’s Story of Painting, die 1994 und 1997 zunächst bei der BBC und dann europaweit ausgestrahlt wurden, wurde Schwester Wendy überregional bekannt. Ab 1997 wurden die Serien auch in den Vereinigten Staaten gezeigt; in der Folge besprach Schwester Wendy auch Werke namhafter amerikanischer Museen. Die Tantiemen und Einnahmen aus diesen Tätigkeiten ließ Schwester Wendy wegen der Verpflichtung der geweihten Jungfrauen zu einer einfachen Lebensführung dem Karmelitenorden zukommen.
Aufgrund einer Verschlechterung ihrer Gesundheit und dem Wunsch nach größerer Einsamkeit beendete Schwester Wendy die Drehtätigkeit für ihre Serien 2001, erschien jedoch gelegentlich noch im Fernsehen. Seit 2006 steht ihr Audioführer Sister Wendy’s Sistine Chapel Artineraries Tour Besuchern der Sixtinischen Kapelle zur Verfügung. Auch war sie weiterhin als geistliche Schriftstellerin tätig, in dieser Zeit entstanden mehrere Werke über das Gebet. Am 26. Dezember 2018 starb Schwester Wendy in East Harling im Alter von 88 Jahren.

## Veröffentlichungen
Schwester Wendys Betrachtungen über den heiligen Paulus in der Kunst wurden anlässlich eines Paulusjahres der römisch-katholischen Kirche 1980 beim Londoner St.-Pauls-Verlag herausgegeben. Im Mai 2009 erschien in London Encounters with God: In Quest of the Ancient Icons of Mary, veröffentlicht nach einer Pilgerfahrt zu den ältesten byzantinischen Ikonen, die den Bildersturm überstanden haben.

### Publikationen in deutscher Sprache (Auswahl)
- Bilder zum Frieden: Gedanken (übersetzt von Hans-Ulrich Möhring); Würzburg 2006; ISBN 978-3-88189-614-6
- Die Geschichte der Malerei: 8 Jahrhunderte in 455 Meisterwerken (übersetzt von Sebastian Viebahn); Köln 2004; ISBN 3-89893-387-3
- Max Beckmann: Die Suche nach dem Ich (Übers. aus dem Englischen von Stephan Wackwitz); München 1997; ISBN 3-7913-1793-8
- Sister Wendy’s Kunstgeschichte(n) (übersetzt von Manfred Allié); Köln 1997; ISBN 3770140818

### Dokumentarfilme
- Sister Wendy’s Odyssey (1992)
- Sister Wendy’s Grand Tour (1997)
- Sister Wendy’s Story of Painting (1997)
- Sister Wendy’s American Collection (2001)
- Sister Wendy at the Norton Simon Museum (2001)

## Musical
- Postcards From God: Das Schwester Wendy Musical wurde geschrieben von Marcus Reeves und Beccy Smith,[3] aufgeführt im Jermyn Street Theatre im Londoner West End im Jahr 2007.